# Otley, West Yorkshire

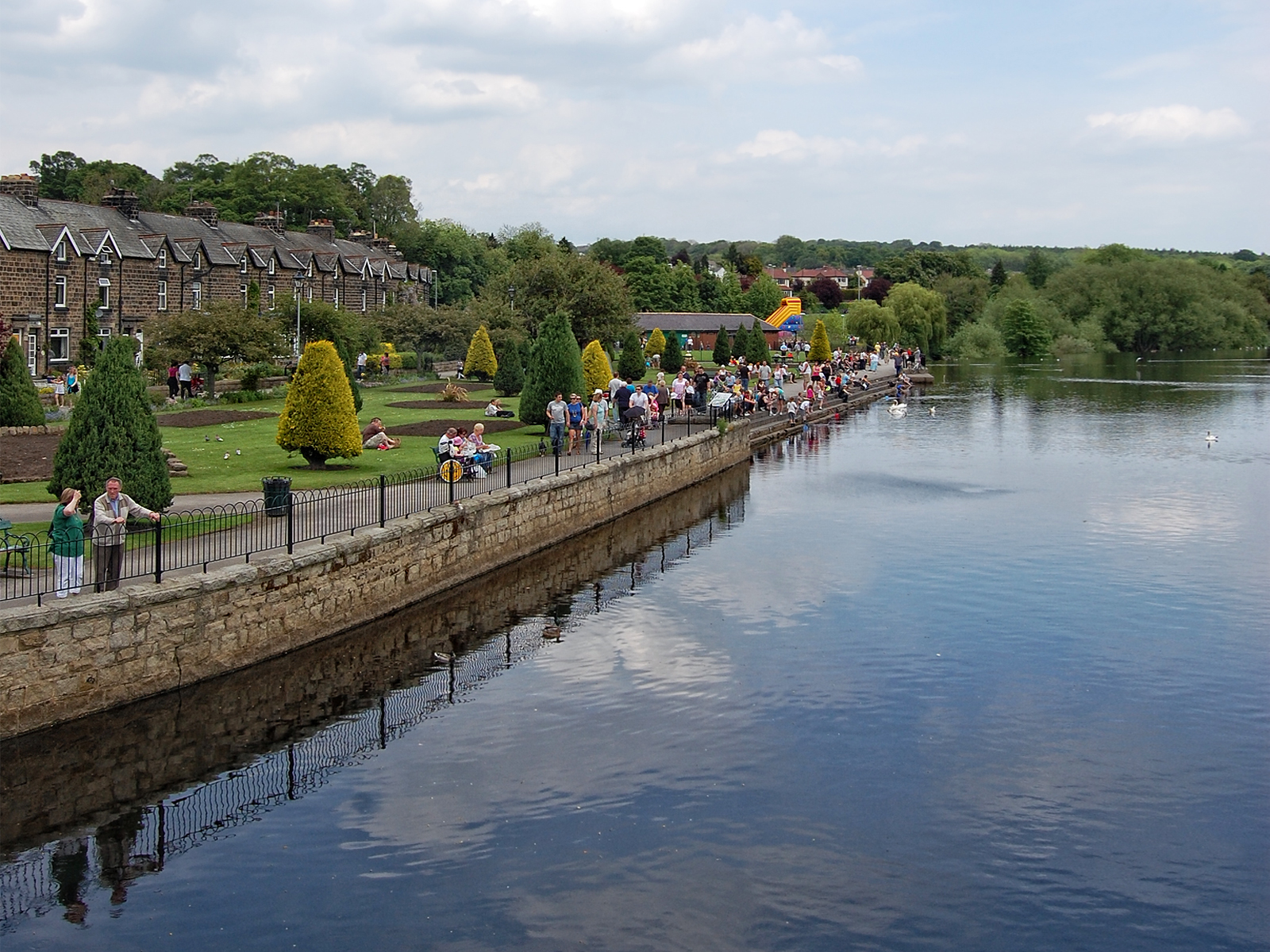
Floden Wharfe i Otley.

Otley är en stad (market town) och en (civil parish) i nordvästra delen av distriktet Leeds i grevskapet West Yorkshire i England. Genom staden rinner floden Wharfe. 
Otley hade 14 124 invånare år 2001 och 13 668 invånare år 2011.
Den franska staden Montereau-Fault-Yonne är dess vänort.
Stadens historia går tillbaka till förromersk tid. Den första kyrkan byggdes i början av 600-talet.
I Otley finns bryggeriet Briscoe's Brewery.

## Otley i populärkulturen
Staden är inspelningsplats för händelser i den fiktiva staden Hotton i Hem till gården.

## Kända personer från Otley
- Thomas Chippendale, möbeldesigner